# Iosif Paschill
Iosif Paschill (în germană: Josef Paschill, n. 17 septembrie 1877, București, România – d. 29 martie 1966, București, România) a fost compozitor, pianist, organist, dirijor de cor și pedagog român, de naționalitate germană, unul din fondatorii muzicii de orgă în România.
Între anii 1901-1902, Paschill s-a perfecționat cu Gabriel Fauré la Paris.
A  devenit bine cunoscut în România dinainte de Primul Război Mondial ca dirijor de cor și ca organist. Între altele, a cântat ani îndelungați la orga Catedralei romano-catolice Sfântul Iosif  din capitala României (până în anul 1924), dar și în alte lăcașuri de cult, precum sinagoga Templul Coral din București.
În tinerețe, Paschill a unificat societățile corale austriacă și germană din București într-o unică asociație  „Deutscher Gesangverein Eintracht - Societatea corală germană Concordia”. De asemenea a condus societatea corală „Deutsche Liedertafel”.
Paschill era și un vestit profesor de pian și armonie. Între elevii săi s-au numărat Ionel Fernic și Dinu Lipatti, fiind cel dintâi profesor în copilăria acestuia.
La rugămintea lui Theodor Lipatti, în 1922 Josef Paschill a notat într-un caiet primele compoziții ale fiului acestuia, Dinu Lipatti, exact cum le executa la pian, fără greș, micul autor de cinci ani. Caietul, care cuprinde 8 compoziții: 1. Le Printemps (Primăvara), 2. Chanson pour Grand Mère (Cântec pentru mama-mare), 3. Dorelina, 4. Triste séparation (Trista despărțire), 5. Marșul ștrengarilor, 6. Regrete, 7. Dulce amintire, 8. À ma bonne Surcea (Bonei mele, Surcea), se păstrează la Cabinetul de muzică al Bibliotecii Academiei Române.
El s-a mai distins și în compoziție ca autor al unor romanțe care au rămas în patrimoniul de aur al muzicii ușoare românești, ca de exemplu  „Sub vișinul înflorit” (text: Carol Scrob), În rariștea de lângă vii, Ce vrei? (cuvinte de I.Dorianu), Ochii tăi frumoși și limpezi.
Iosif Paschill a compus piese muzicale pentru orgă, muzică corală, pentru fanfară, opera Mărioara pe un libret de  regina Elisabeta (Carmen Sylva), o cantată de Crăciun, o fantezie rapsodică, „Ave Maria”, un pot-pourri de muzică populară românească „Floarea României”, muzică liturgică catolică.
A compus chiar și muzică sinagogală, ca de exemplu lucrarea „Maggen Avot” (1919), pe care a dedicat-o cantorului evreu Arnold Wecker, în amintirea colaborării dintre cei doi la Templul Coral din București.
Iosif Paschill a armonizat și pregătit pentru tipar melodiile compuse de Vasilescu Vespasian (1889-1969).

## Legături exterioare
- Creatii de Paschill pe situl patrimoniului muzical german din sud estul Europei
- Enescu și orga, articol de dr Franz Metz 2005
- romanța Sub vișinul înflorit , în interpretarea lui Maria Răducanu și Maxim Belciug, pe situl You Tube
- situl lui Catherine Imbert amintiri ale lui Valentin Lipatti despre fratele său, Dinu Lipatti Arhivat în 24 iulie 2015, la Wayback Machine.

,Catherine Imbert - Dinu Lipatti raconté par son frère Valentin Lipatti Lettre du Musicien, , numéro hors série Piano No.9.1995-1996 p. 105
- Carmen Patricia Reneti Germanii din România în anii Primului Război Mondial, teză de doctorat sub îndrumarea prof.dr. Lucian Boia, Universitatea din București, 2012